# Die Geierwally
Pour plus de détails, voir Fiche technique et Distribution.
Die Geierwally est un film allemand réalisé par Ewald André Dupont, sorti en 1921.

## Synopsis
Le Bären Joseph, ainsi nommé en raison d'une bagarre avec un ours, est sauvé d'une situation dangereuse dans un nid de vautour par Wally, la fille d'un fermier. Il l'appelle alors Geierwally désormais. Wally tombe amoureux de Joseph. Son père, qui veut la marier avec Vinzenz, n'aime pas ça. De plus, il semble que Joseph ait une autre maîtresse. Lorsque Wally découvre cela, elle est furieuse et Vinzenz veut même le tuer. Cependant, il s'avère que l'amant présumé est la fille illégitime de Joseph. Ainsi, Joseph et Wally peuvent encore se retrouver.

## Fiche technique
- Titre : Die Geierwally
- Réalisation : Ewald André Dupont
- Scénario : Ewald André Dupont d'après le roman de Wilhelmine von Hillern
- Photographie : Karl Hasselmann et Arpad Viragh
- Pays d'origine : République de Weimar
- Format : Noir et blanc - 1,33:1 - Film muet
- Genre : drame
- Date de sortie : 1921

## Distribution
- Albert Steinrück : Stromminger
- Henny Porten : Wally, sa fille
- William Dieterle : Joseph
- Eugen Klöpfer : Vincenz
- Elise Zachow-Vallentin : Luckard
- Maria Grimm-Einödshofer : la femme de ménage
- Julius Brandt : Klettenmeyer
- Wilhelm Diegelmann : Roferbauer sen.